# Albula nemoptera
Espèce
Statut de conservation UICN

 DD  : Données insuffisantes
Albula nemoptera est une espèce de poisson appartenant à la famille des Albulidae vivant dans l'Atlantique Ouest : les Antilles et du Panama au Brésil